# Hội đồng Cơ mật Thái Lan
Hội đồng Cơ mật Thái Lan là cơ quan cố vấn cho Quốc vương của Thái Lan. Theo Hiến pháp quy định Hội đồng không quá 18 thành viên. Chủ tịch Hội đồng hiện nay là cựu Thủ tướng Thái Lan Tướng Surayud Chulanont. Quốc vương bổ nhiệm thành viên trong Hội đồng.
Theo Hiến pháp, Hội đồng có nhiều quyền hạn cũng như trách nhiệm, tất cả đều liên quan đến chế độ quân chủ của Thái Lan, và với Vương triều Chakri. Văn phòng của Hội đồng Cơ mật được đặt tại các Phòng Hội đồng Cơ mật trên đường Sanamchai, Quận Phra Nakhon, Bangkok, Thái Lan.
Trong những năm gần đây, Hội đồng và Chủ tịch Hội đồng đã bị cáo buộc can thiệp vào chính trị. Điều này xuất phát từ sự thân mật đặc biệt cho giới quân sự trong cuộc đảo chính Thái Lan năm 2006.

## Lịch sử
Hội đồng cơ mật đầu tiên được thành lập vào ngày 8 tháng 5 năm 1874 bởi nghị quyết của Hoàng gia dưới triều vua Chulalongkorn (Rama V). Vị vua được giáo dục tại Phương Tây đã áp dụng hệ thống chính trị vào vương quốc mình.Ban đầu Hội đồng có tên là "Hội đồng cơ mật của Xiêm" (Tiếng Thái: ที่ปฤกษาในพระองค์, thi prueksa nai phra ong) (gồm có 49 thành viên) và Hội đồng Nhà nước (12 thành viên sau đổi thành Hội đồng Bộ trưởng) (Tiếng Thái:รัฐมนตรี สภา, ratthamontrisapha). Hội đồng Cơ mật được lập ra để đối phó với các vấn đề pháp lý sau này trở thành Nội các.
Vajiravudh (Rama VI) lên ngôi năm 1910 đã thành lập Hội đồng Cơ mật của riêng mình gồm có 40 thành viên và đổi tên thành "Hội đồng Cơ mật Nhà nước" (Thai: สภากรรมการองคมนตรี, sapha kammakan ongkhamontri). Trong 15 năm trị vì của ông,ông liên tục bổ nhiệm thêm người mới vào Năm mới (ngày 4 tháng 4), sau khi ông qua đời (1925) Hội đồng có tổng cộng 233 thành viên.
Prajadhipok (Rama VII) lên ngôi thay cho người anh của mình quyết định sửa đổi hoàn toàn cơ cấu hiện tại và lập ra 3 Hội đồng: 
- " Hội đồng tối cao của Nhà nước Xiêm "(Tiếng Thái: อภิรัฐมนตรี สภา, aphiratthamontrisapha) gồm 5 Hoàng tử cao cấp tương đương với Hội đồng Nhà nước
- "Hội đồng Thư ký" (Tiếng Thái: เสนาบดีสภา, senabodisapha) tiền thân là Hội đồng Bộ trưởng.
- "Hội đồng Cơ mật Nhà nước"

Vai trò của Hội đồng Cơ mật chỉ còn là Lập pháp.Hội đồng Tối cao trở thành cơ quan cố vấn chính của Quốc vương Prajadhipok.
Ngày 24 tháng 6 năm 1932, một nhóm tự gọi là Khana Ratsadon (Đảng Nhân dân) với quân đội, nắm quyền tại Bangkok. Họ đơn phương bãi bỏ chế độ quân chủ chuyên chế, thay đổi Xiêm thành nước Quân chủ lập hiến và yêu cầu Quốc vương Prajadhipok ban hành bản Hiến pháp mới cho người dân Thái Lan. Quốc vương buộc phải ban hành một bản hiến pháp 'tạm thời' trong tháng và thay thế vĩnh viễn vào tháng 12 cùng năm. Nhóm Khana Ratsadon, nắm quyền quyết định bãi bỏ Hội đồng tối cao và Hội đồng Cơ mật thay thế Hội đồng Thư ký bằng Ủy ban nhân dân Xiêm.
Mãi sau 15 năm sau,năm 1947 hiến pháp của Xiêm tái lập Hội đồng Cơ mật dưới triều vua Bhumibol, với một sự thay đổi tên thành "Hội đồng tối cao của Nhà nước" (Tiếng Thái: คณะอภิรัฐมนตรี, khana aphiratthamontri). Hội đồng này tồn tại trong khoảng thời gian 1947-1949 và bao gồm:
- Hoàng tử Rangsit Prayurasakdi, Hoàng tử của Chainat, Chủ tịch Hội đồng
- Hoàng tử Dhanivat Bidyalabh Bridhyakon
- Hoàng tử Longkorn Adireksorn Udomsakdi
- Phraya Manovaratsevi
- Đại tướng Cảnh sát Adul Adulyadejchrat

Hiến pháp 1949 đã quyết định đổi tên Hội đồng được thành "Hội đồng cơ mật Thái Lan"  (Tiếng Thái: สภาองคมนตรี, sapha ongkhamontri, hoặc คณะองคมนตรี,khana ongkhamontri). Hội đồng Cơ mật hiện tại được tạo bởi Hiến pháp 2007.

## Thành viên
Hiến pháp hiện nay quy định Hội đồng không quá 18 thành viên. Thành viên của Hội đồng Cơ mật hoặc Nghị Viên Cơ mật được bổ nhiệm và miễn nhiệm bởi Quốc vương, các cuộc họp của ủy viên hội đồng phải được Chủ tịch Hội đồng Cơ mật đồng ý.
Các ủy viên hội đồng phải là thành viên độc lập không đảng phái và không nắm bất cứ chức vụ gì như Hạ nghị sĩ, Thượng nghị sĩ, Ủy viên bầu cử, Thanh tra, thành viên của Ủy ban Nhân quyền Quốc gia, thẩm phán Tòa án Hiến pháp, thẩm phán Tòa án hành chính, thành viên phòng chống tham nhũng quốc gia, thành viên Ủy ban Kiểm toán Nhà nước, trong chính phủ hay tổ chức thuộc chính phủ hoặc nhận một mức lương cố định, doanh nghiệp nhà nước, viên chức khác hoặc hưởng thụ bởi các chính đảng, và phải không có lòng trung thành bất cứ với chính đảng nào.
Sau khi được bổ nhiệm làm Thành viên của Hội đồng phải tuyên thệ trước sự hiện diện tại văn phòng Quốc vương:
"Tôi, (tên của người khai), long trọng tuyên bố rằng tôi sẽ trung thành với Nhà vua và trung thành sẽ thực hiện nhiệm vụ của tôi vì lợi ích của đất nước và của nhân dân. Tôi cũng sẽ tôn trọng và chấp hành Hiến pháp Vương quốc Thái Lan trong mọi phương diện. "
Một Thành viên Hội đồng miễn nhiệm đến khi chết, từ chức hoặc loại bỏ bởi một sắc lệnh Hoàng gia.

### Chủ tịch
Chủ tịch Hội đồng Cơ mật Thái Lan là người đứng đầu và thành viên hội đồng giám đốc của Hội đồng Cơ mật. Vua giữ lại đặc quyền bổ nhiệm và loại bỏ các Chủ tịch, tuy nhiên Chủ tịch Quốc hội Thái Lan phải nhận lệnh bổ nhiệm, miễn Chủ tịch, không giống như Hội đồng tại các nước khác khi Quốc vương có quyền tự quyết định.

## Chức năng
Hiến pháp 2007 đã làm cho Hội đồng Cơ mật có nhiều vai trò, quyền hạn, nhưng chủ yếu là liên quan đến các vấn đề Quốc vương và chế độ quân chủ.

### Chức vụ
Nếu Đức vua được cho mất hết khả năng hoặc vì bất kì lý do gì và không thể chỉ định Quan nhiếp chính, Hội đồng Cơ mật Hoàng gia sẽ đệ trình lên Quốc hội tên của người thích hợp, người sau đó phải được chấp thuận bởi bỏ phiếu. Trong thời gian mà không có nhiếp chính thì Chủ tịch Hội đồng Cơ mật sẽ là Quan Nhiếp chính Lâm thời. Trường hợp này cũng được áp dụng nếu Quan Nhiếp chính mất hết khả năng và không thể thực hiện nhiệm vụ của mình. Khi điều này xảy ra Chủ tịch Hội đồng Cơ mật sẽ được thay thế bằng Chủ tịch Hội đồng lâm thời.

### Cung điện luật thừa kế
Liên quan đến việc sửa đổi Luật kế thừa Cung điện năm 1924, nhà vua phải yêu cầu Hội đồng Cơ mật dự thảo sửa đổi. Sau khi nhà vua chấp thuận và ký tên, Chủ tịch Hội đồng Cơ mật sẽ thông báo cho Chủ tịch Quốc hội và sau đó sẽ ký và sửa đổi.

### Vị trí tuyển dụng của ngai vàng
Khi ngai vàng bỏ trống bổn phận của Hội đồng Cơ mật Hoàng gia là gửi đến Quốc hội tên của Người kế vị Ngai vàng. Trong thời gian trống này (trước khi nộp) Chủ tịch Hội đồng Cơ mật sẽ là Quan Nhiếp chính lâm thời.

### Các chức năng khác
Ngoài những chức năng được hiến pháp quy định các Nghị Viên Cơ mật cũng có vai trò khác. Ví dụ ngoài là thành viên của Hội đồng, các ủy viên hội đồng có thể thực hiện các nhiệm vụ khác trong Gia đình Hoàng gia và Bảo vệ Hoàng gia. Ngoài ra các thành viên hội đồng cũng có thể tham gia hoạt động chính thức hoặc thực hiện nhiệm vụ chính thức thay mặt cho vua hay Hoàng gia.
Hội đồng Cơ mật của Quốc vương Bhumibol năm 2012 được cấu tạo chủ yếu là các lãnh đạo quân sự đã nghỉ hưu và các thành viên của ngành tư pháp, đó là:
| Số | Tên                                              | Tên Thái        | Thời gian bổ nhiệm                        | Ghi chú                                                                      |
| 1  | Đại tướng Prem Tinsulanonda                      | เปรม ติณสูลานนท์   | 4 tháng 9 năm 1998                        | Chủ tịch Hội đồng Cơ mật Thái Lan                                            |
| 2  | Chaovana na Silavanta                            | เชาวน์ ณ ศีลวันต์   | 19 tháng 12 năm 1975                      | Giám đốc Cục Quản lý tài sản Hoàng gia Thái Lan                              |
| 3  | Thanin Kraivichien                               | ธานินทร์ กรัยวิเชียร | 15 tháng 12 năm 1977                      | Cựu Thủ tướng (1976–1977)                                                    |
| 4  | Chuẩn Đô đốc Mom Luang Usni Pramoj               | อัศนี ปราโมช      | 3 tháng 3 năm 1984                        | Cựu doanh nhân                                                               |
| 5  | Phó Nguyên soái Không quân Kamthon Sindhavananda | กำธน สินธวานนท์   | 28 tháng 11 năm 1987                      |                                                                              |
| 6  | Nguyên Soái Không quân Siddhi Savetsila          | สิทธิ เศวตศิลา     | 24 tháng 12 năm 1991                      | Cựu Bộ trưởng Bộ Ngoại giao (1980-1990)                                      |
| 7  | Đại tướng Pichitr Kullavanijaya                  | พิจิตร กุลละวณิชย์   | 13 tháng 7 năm 1993                       |                                                                              |
| 8  | Ampol Senanarong                                 | อำพล เสนาณรงค์   | 9 tháng 9 năm 1994                        | Cựu Thứ trưởng Bộ Nông nghiệp và Hợp tác xã Thái Lan                         |
| 9  | Chamras Kemacharu                                | จำรัส เขมะจารุ    | 15 tháng 11 năm 1994                      | Cựu Chủ tịch của Tòa án tối cao                                              |
| 10 | Mom Rajawongse Thepkamol Devakula                | เทพกมล เทวกุล    | 7 tháng 8 năm 1997                        |                                                                              |
| 11 | Palakorn Suwanarat                               | พลากร สุวรรณรัฐ   | 18 tháng 7 năm 2001                       | Cựu Bộ trưởng Bộ Giáo dục                                                    |
| 12 | Kasem Watanachai                                 | เกษม วัฒนชัย      | 18 tháng 7 năm 2001                       |                                                                              |
| 13 | Đại tướng Surayud Chulanont                      | สุรยุทธ์ จุลานนท์    | 14 tháng 11 năm 2003 / 8 tháng 4 năm 2008 | Cựu Thủ tướng Thái Lan (2007), đã từ chức Hội đồng, sau đó được tái bổ nhiệm |
| 14 | Đô đốc Chumpol Patchusanont                      | ชุมพล ปัจจุสานนท์   | 15 tháng 3 năm 2005                       | Cựu Tư lệnh Hải quân Hoàng gia Thái Lan                                      |
| 15 | Atthaniti Disatha-Amnarj                         | อรรถนิติ ดิษฐอำนาจ | 16 tháng 8 năm 2007                       | Cựu Chủ tịch của Tòa án tối cao                                              |
| 16 | Supachai Phungam                                 | ศุภชัย ภู่งาม       | 8 tháng 4 năm 2008                        | Cựu Chủ tịch của Tòa án tối cao Tư pháp                                      |
| 17 | Chanchai Likitjitta                              | ชาญชัย ลิขิตจิตถะ   | 8 tháng 4 năm 2008                        | Cựu Chủ tịch của Tòa án tối cao và Bộ trưởng Bộ Tư pháp                      |
| 18 | Nguyên soái Không quân Chalit Pookpasuk          | ชลิต พุกผาสุข      | 18 tháng 5 năm 2011                       | Cựu Tư lệnh Không quân Hoàng gia Thái Lan                                    |